# Edward Jackett
Edward John Jackett (Falmouth, Cornualla, 4 de juliol de 1878 – Middlesbrough, 11 de novembre de 1935) va ser un jugador de rugbi anglès que va competir a primers del segle xx.
El 1908 va guanyar la medalla de plata en la competició de rugbi dels Jocs Olímpics de Londres.
Nascut a Falmouth, va jugar d'home del darrere al Falmouth RFC, al Leicester Tigers i amb la selecció de Cornualla. Va disputar 13 partits amb la selecció anglesa de rugbi entre 1905 i 1909. També va jugar tres partits amb els British and Irish Lions.
Era germà del també jugador de rugbi Richard Jackett.